# Mtopwa
Mtonya è una circoscrizione mista (mixed ward) della Tanzania situata nel distretto di Newala, regione di Mtwara. Conta una popolazione di 7 639 abitanti (censimento 2012).